# داريو هيريرا
داريو هيريرا (بالإنجليزية: Dario Herrera)‏ هو سياسي أمريكي، ولد في 27 يونيو 1973 في ميامي في الولايات المتحدة. حزبياً، نشط في الحزب الديمقراطي. وقد انتخب عضو المجلس النيابي لولاية نيفادا.